# 볼보 8500
볼보 8500(영어: Volvo 8500)은 볼보버스에서 2001년부터 2011년까지 생산했던 알루미늄 차체 싱글데커 버스이다.